# Ампулы Лоренцини
А́мпулы Лоренци́ни — орган чувств у нескольких отрядов рыб, отвечающий за электрорецепцию и достигающий наибольшего развития у хрящевых рыб (акул, скатов и химер). Позволяет улавливать электрические поля и замечать чрезвычайно малые изменения в их напряженности. Вероятно, у ампул Лоренцини есть и другие функции, изучение которых не завершено.

## Строение
Ампулы Лоренцини сосредоточены в основном на голове рыбы вблизи рыла, вокруг глаз и ноздрей, но присутствуют (хотя и в меньшем количестве) и на других частях тела. Они представляют собой довольно длинные (до нескольких сантиметров) трубочки-каналы внутри тела рыбы, заполненные желеобразным слизистым веществом и открывающиеся на поверхности тела порами. На роструме многих акул эти поры хорошо заметны и образуют целую сеть небольших отверстий диаметром 1—2 мм. Внутри тела каналы оканчиваются ампулообразным расширением. Длина каналов различна. Так, у среднего по размеру ската шириной 40 см самый длинный канал достигал 160 мм при диаметре в 2 мм; самый маленький — 5 мм в длину и 0,5 мм в диаметре. Форма ампулы различается в зависимости от вида рыбы.
Ампулы часто бывают сгруппированы и окружены соединительной тканью, образующей хорошо заметные капсулы. Внутренняя поверхность ампул богато иннервирована; к каждой подходит несколько нервных волокон — обычно 6, но иногда гораздо больше (например, у мраморного электрического ската (лат. Torpedo marmorata) их количество колеблется от 26 до 32).
Анатомические образования, подобные ампулам Лоренцини, имеются, кроме хрящевых, у некоторых рыб, обладающих электрическими органами, — электрических угрей, некоторых сомов, у нильского гимнарха (лат. Gymnarchus niloticus).

## История изучения
Данный орган был впервые научно описан итальянским натуралистом Стефано Лоренцини в 1678 году, по имени которого и получил название. Функциональное назначение ампул Лоренцини долгое время оставалось неясным. Вначале сам Лоренцини предположил, что основная роль открытых им ампул — выработка слизи, но скоро усомнился в такой точке зрения, предположив, что орган имеет иное назначение. Изучавшие этот орган биологи выдвигали самые разные гипотезы, предполагая, что он отвечает за осязание, ощущение давления, температуры или солёности морской воды.
Работы британских зоологов в 1957 году позволили прийти к выводу об электрочувствительности ампул Лоренцини. Учёные из Бирмингемского университета, испытывая реакцию органов чувств акул на изменения солёности воды, случайно воздействовали на ампулы Лоренцини электрическим полем и зафиксировали в них электрические разряды. Более поздние исследования показали, что ампулы Лоренцини у акул реагируют на невероятно слабые электрические поля — порядка 10 мкВ/м. Специальные электрофизиологические исследования подтвердили уникально высокую чувствительность ампул к электрическим полям. Для реакции было достаточно разницы в силе тока между поверхностью шкуры акулы и внутренней частью ампулы Лоренцини в 0,005 мА. Если электрод смещали в сторону от поры ампулы всего на 0,5 мм, то для достижения такого же результата силу тока приходилось заметно увеличивать. Это подтвердило, что основным токопроводящим каналом органа является именно канал-трубочка.

## Функционирование
Заполненные желеобразной массой протоки ампул выполняют функцию изолированных проводников электричества, соединяющих поверхность тела рыбы с собственно ампулой. Стенки ампул и каналов являются хорошим изолятором — их электрическое сопротивление в 160 тыс. раз больше сопротивления вещества, заполняющего их. При этом электропроводность слизистого желе в протоках ампулы приблизительно такая же, как у морской воды, у остальных частей тела рыбы — примерно вдвое меньше. Детальное изучение ампул Лоренцини американскими специалистами показало, что заполняющее их вещество обладает полупроводниковыми свойствами. В связи со специфическим строением ампул электрические разряды высокой частоты затухают в их каналах быстрее, чем разряды низкой частоты. Поэтому считается, что более длинные ампулы Лоренцини воспринимают в основном низкочастотные разряды, а короткие — высокочастотные.
Чрезвычайная чувствительность акул к малейшим колебаниям электрического поля играет важную роль в питании акул. Даже в мутной воде акула способна с высокой точностью наносить укус добыче, даже не видя её, но улавливая исходящие от неё электрические импульсы. Кроме того, после нанесения акулой первого укуса, когда в морскую воду попадает кровь, ампулы Лоренцини воспринимают довольно сильный электрический сигнал, вызванный реакцией морской воды и крови. Это позволяет акуле успешно продолжать атаку даже на невидимую цель.
Считается также, что ампулы Лоренцини позволяют чувствовать изменения температуры воды. Однако вопрос о дополнительных функциях этого органа  требует новых исследований. Они, вероятно, помогают рыбам при ориентации по магнитному полю Земли.